# Takayus lunulatus
Takayus lunulatus là một loài nhện trong họ Theridiidae.
Loài này thuộc chi Takayus. Takayus lunulatus được miêu tả năm 1993 bởi Guan & Zhu.